# Mimudea mitis
Mimudea mitis là một loài bướm đêm trong họ Crambidae.